# Catafracto

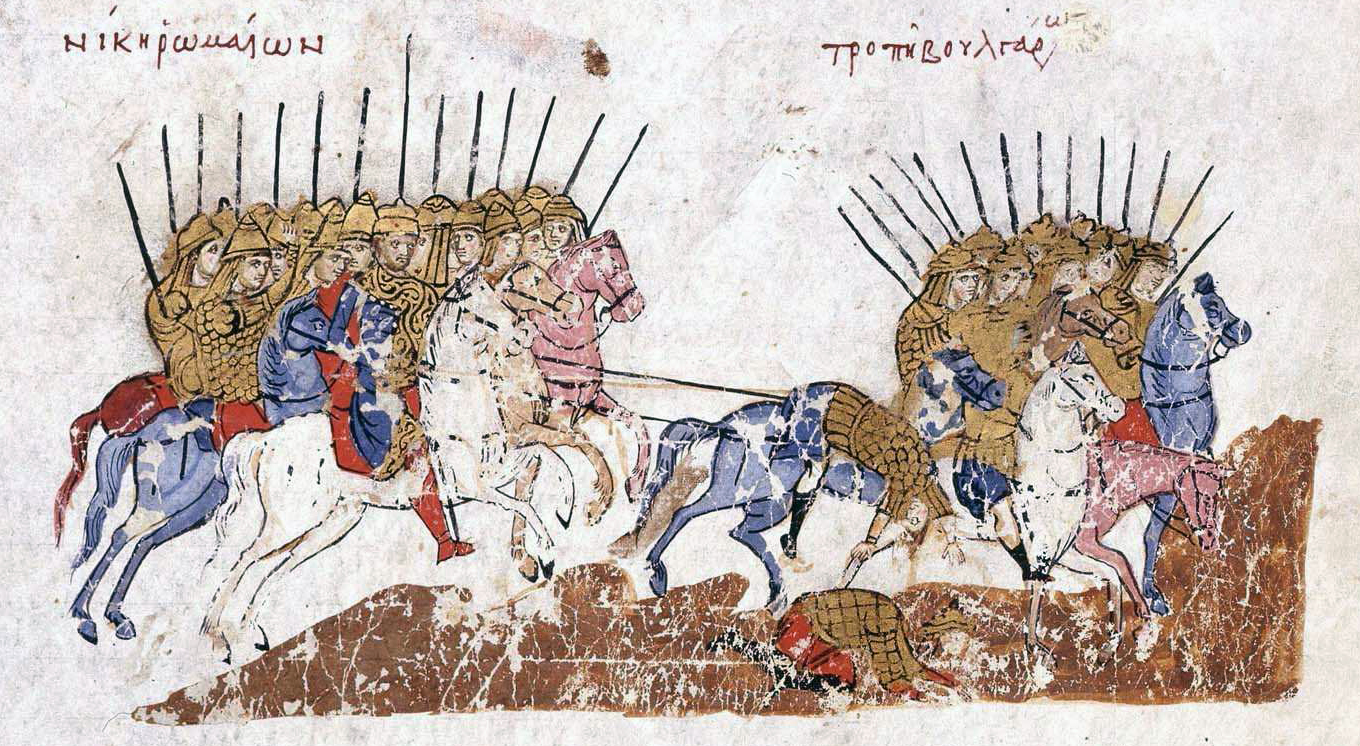
Carga de catafractos bizantinos, Crónica de Juan Escilitzes, Codex Graecus Matritensis, Biblioteca Nacional de España, Madrid.

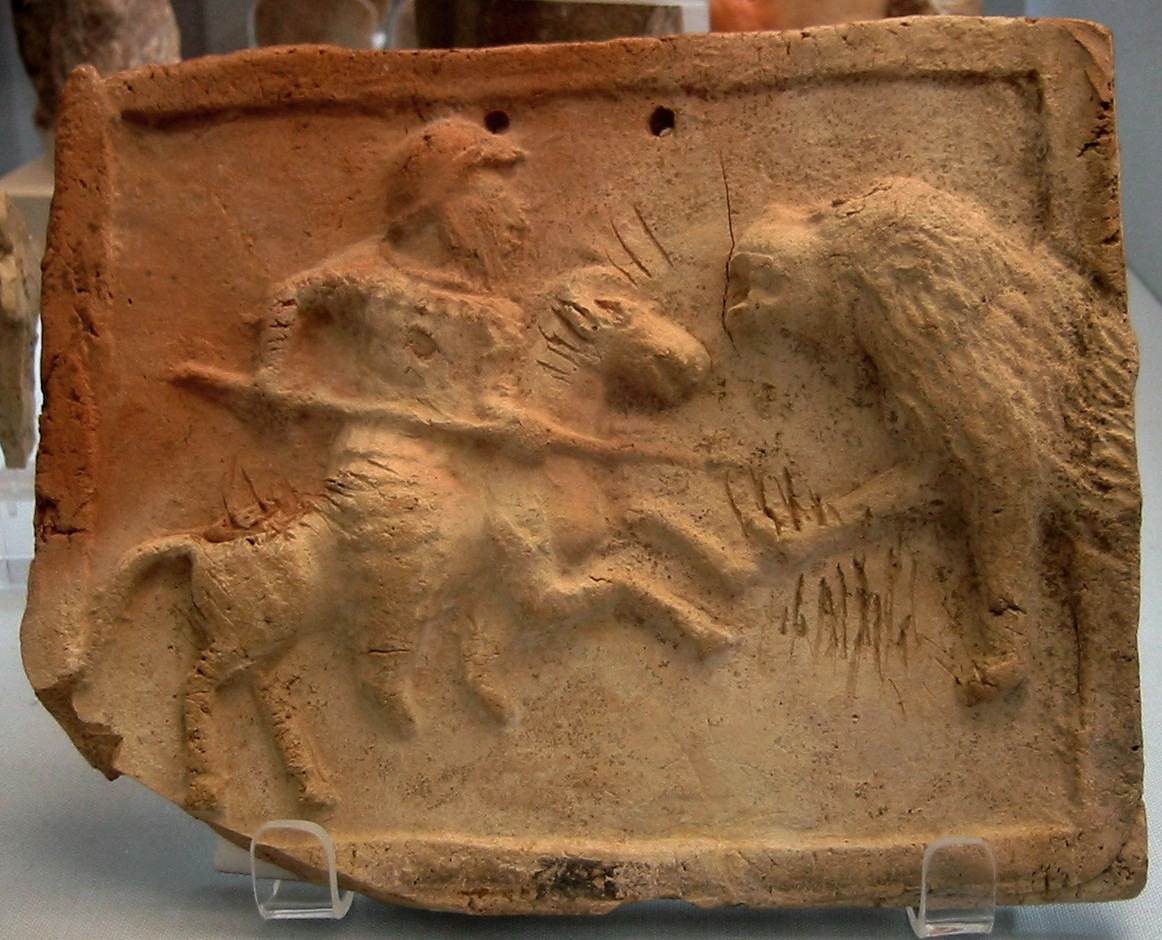
Un catrafacto parto luchando contra un león. Museo Británico.

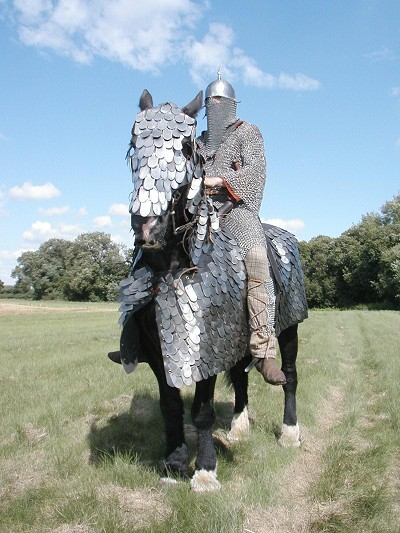
Representación moderna de un catafracto sasánida.

El catafracto (del latín cataphractus, y este del griego κατάφρακτος, katáphraktos, de κατά ‘totalmente’ y φρακτός ‘cubierto, protegido’) era una unidad de caballería pesada en la que tanto el jinete como el caballo portaban armadura. Si bien es cierto que su poder de choque era más que significativo y su invulnerabilidad casi total, adolecía de defectos notorios: tanto el jinete como el caballo se cansaban pronto, se movían más lentamente que otras caballerías y eran poco aptos para una lucha prolongada en el desierto.

## Características y evolución
Poseían una capacidad de maniobra mucho mayor que la de las indisciplinadas caballerías pesadas occidentales, que sólo tenían dos movimientos: la carga frontal y la de tomada (rebasando la línea enemiga). Los catafractos, que cargaban en formación más ordenada, podían efectuar ataques envolventes, por el flanco, cargas frontales e incluso hostigamiento, ya que en ciertos periodos se les dotó de armas ligeras (arcos y dardos).
Pueblos, Estados o grupos tribales que utilizaron catafractos a lo largo de su historia, de mayor a menor importancia, fueron: Imperio aqueménida, Imperio parto, sármatas, armenios, Imperio seléucida, Reino de Pérgamo, Imperio sasánida, Imperio romano, Imperio bizantino.
Tras su uso regular por parte de los persas, los catafractos fueron adoptados (ya en la etapa bajoimperial) como tropas de élite romanas, siendo el germen de la caballería pesada en la Europa Occidental y dando lugar, en el Imperio bizantino, a una continuación del mismo modelo, pero con estribos añadidos, lo que convirtió a los catafractos bizantinos en una fuerza de choque casi irresistible. Con el general Belisario, constituyeron uno de los factores determinantes para la reconquista, por Justiniano I, de gran parte del Imperio Occidental.
Gracias a las obras de arte que nos quedan del periodo bizantino, sabemos que los últimos catafractos llevaban una armadura con escamas en el torso, cota de malla cubriendo completamente la cara, bandas de metal o cuero duro en los antebrazos, un escudo pequeño y un casco. Los caballos también solían estar protegidos por una cota de escamas. Las armas ofensivas consistían en una lanza y una maza. A pesar de la protección que les proporcionaba esta armadura, es fácil imaginar que un grupo de infantería cerrado podía absorber con facilidad la carga por la dificultad para el movimiento que provocaba su peso. Sin embargo, su fuerza no estaba solamente en el impacto de la carga: dadas sus protecciones pesadas, era prácticamente la única caballería de la historia que podía mantener combate cerrado con la infantería durante un tiempo prolongado.
Durante siglos fueron en la Europa Oriental lo que habían sido antes los legionarios romanos: soldados profesionales y fiables, reclutados en su mayoría de Asia Menor.
Tras la derrota en la batalla de Manzikert en el año 1071, a manos de la rápida caballería ligera de los turcos selyúcidas, prácticamente desaparecieron de la historia.